# 博斯特尔 (下萨克森州)
博斯特尔（德語：Borstel）是德国下萨克森州的市镇，属于迪普霍尔茨县。该市镇总面积为27.15平方千米，截至2023年12月31日总人口为1,185人。该村落於在1302年的一份文件中首次被提及。它與锡登堡、施塔夫霍斯特、维岑、彭尼希塞尔、马森等地接壤。